# 迈克拉·福斯特
迈克拉·利·福斯特（英語：Michaela Leigh Foster；1999年1月9日—），新西兰女子足球运动员，司职左后卫，目前效力于Auckland United和新西兰国家女子足球队。她曾代表新西兰参加2024年夏季奥林匹克运动会女子足球比赛。